# 家庭教師HITMAN REBORN!
《家庭教师HITMAN REBORN!》是天野明的少年漫画作品。《週刊少年Jump》2004年26号开始连载，到2012年50號完結，單行本全42卷。最初是於《周刊少年Jump》2003年51号刊载的同名單篇試刊，并于2004年26号开始连载，该作品被收录于公式书中。 在62回（單行本第8卷）之前，内容多半为一到二回左右的搞笑短篇故事，故事进展到62回后，逐渐改为倾向以战斗为主的漫画。
名稱中的音为「 Katekyō」，而不是「 Katei kyōshi」。日本常简称，偶有簡稱；中文圈简称「家庭教師」或「家教」。回数以「目标（日语：／ target）○○」表示。
2006年10月7日起于东京电视台系列播放电视动画。台湾于2007年5月13日起在臺灣電視公司播出。于2012年6月18日起在Channel V播出。于2012年7月21日起在東森電影台播出〈未來篇〉。2018年宣佈改編成真人舞台劇。

## 故事大綱

### 日常篇
- 漫畫：第1卷目標1－第8卷目標61／動畫：目標1－目標19、目標27－目標33、目標66－目標73

不擅长运动与学习、做什么事都沒有耐心，一事无成的少年泽田纲吉（通称阿纲），在他面前出现了一位自称里包恩的杀手，外表与婴儿无异的里包恩竟然宣称要作他的家庭教师。其目的是要培育阿纲成为意大利黑手党彭哥列家族的第10代首领。里包恩利用被打中后会拚死完成临终时后悔的事情的彭哥列秘弹「死气弹」，让阿纲成为适当首领的「教育」开始了。

### VS黑曜篇
- 漫畫：第8卷目標62－第10卷目標81／動畫：目標20－目標26

并盛中学的风纪委员无故被人袭击，并且被拔去牙齿（动画改成在现场留下怀表）的事件连续发生。一开始从风纪委员的关系来看，认为只是单纯不良学生的争执，但是受害者扩及到风纪委员以外的学生。里包恩从迪诺那得到的情报、被拔牙齿的数目（动画改成怀表的时间）的减少、和以前排名风太所做的排名判断，敌人是被黑手党放逐的越狱逃犯，目标直指彭哥列第10代首领阿纲。不能拒绝第9代首领指令的阿纲，为了打倒主谋六道骸，和里包恩、狱寺隼人、山本武、云雀恭弥、碧洋琪一同进入敌人的基地。

### VS瓦利亚篇（指環戰篇）
- 漫畫：第10卷目標82－第16卷目標135／動畫：目標34－目標65

与六道骸之战胜利后的某日，在阿纲面前出现了一位有着死气的火焰的少年。他的名字是巴吉尔，为了将彭哥列秘藏的半彭哥列戒指交给阿纲，被彭哥列的暗杀部队「瓦利亚」的一员史佩尔毕·史库瓦罗追杀。瓦利亚的目的是要让瓦利亚的首领、第9代首领的养子XANXUS成为第10代首领。阿纲方的守护者7人和XANXUS方的守护者7人，为了争夺下一任的彭哥列继承者，展开一对一的戒指争夺战。

### 未來篇
- 漫畫：第16卷目標136－第30卷目標282／動畫：目標74－目標203

「十年后火箭筒」是个可以将现在的自己和10年后的自己交换5分钟的道具，但是被误射中的里包恩却行踪不明，寻找他的阿纲也不小心被射中来到10年后（正确时间为9年又10个月后）。来到10年后世界的阿纲，知道10年后的自己已经死了，并且杀了他的就是由白兰带领的米尔菲欧雷家族这个新兴黑手党。5分钟过去了却没有回到10年前，狱寺等朋友也来到了10年后，在这个最糟糕的情况下，为了寻找回到10年前的线索，阿纲等人在这个「戒指」和「匣子」就是力量的世界展开战斗。並在阿爾柯巴雷諾的協助下，阿綱打開了彭哥列匣子。
未來篇(1)（漫畫：第16卷目標136－第20卷目標175／動畫：目標74－目標101）
十年後火箭筒飛向里包恩，里包恩進入十年後火箭筒後，卻沒出現十年後的里包恩，阿綱開始尋找里包恩，阿綱一行人卻意外的進入十年後，得知他們並非到十年後而是九年又十個月，也許打敗入江正一就能找到回去的方法，於是阿綱開始艱難的訓練，然後到基地中戰鬥尋找入江正一。
未來篇(2)（漫畫：第20卷目標176－第24卷目標226／動畫：目標102－目標141）
未來選擇篇（漫畫：第25卷目標227－第27卷目標256／動畫：目標154－目標177）
未來決戰篇（漫畫：第27卷目標257－第30卷目標282／動畫：目標190－目標203）
阿綱他們在獲得了彭哥列初代家族的認同後，對即將到來的戰鬥抱持著堅定的決心回到了未來的世界。隨著真·六吊花突然襲來，瓦利亞暗殺部隊與阿綱等人一同加入戰鬥之中，彼此之間的鬥爭難分勝負。然而這場持續已久的戰鬥終將會結束，即將迎來嶄新的未來。

### 阿爾柯巴雷諾篇（動畫原創）
- 動畫：目標142－目標153

未來篇的插曲。在10年後的世界，入江正一告訴阿綱，單靠他的天空之戒並不足以開啓他的匣子，為了要讓彭哥列戒指發揮真正的力量，因此必須取得阿爾柯巴雷諾的七個標記。為了得到標記，眾人需回到10年前的並盛町，進行阿爾柯巴雷諾們的試煉並完成試煉以取得標記。

### 初代家族篇（動畫原創）
- 動畫：目標178－目標189

未來篇的插曲。里包恩認為在選擇遊戲中敗北的阿綱與守護者還不具備能夠戰勝白蘭的實力，於是和優尼一起決定帶著眾人回到10年前的並盛町，讓阿綱與守護者一同接受彭哥列初代家族成員的試驗取得他們的認同，並以阿爾柯巴雷諾作為家庭教師進行觀察並在試驗中給予建議。

### 繼承儀式篇
- 漫畫：第30卷目標283－第36卷目標346

阿纲一行人在优尼燃烧生命之火时，借着她复活的阿爾柯巴雷諾的力量進行时空旅行，回到了过去。但在此同时却对地壳造成影响，於各地发生地震，为了暂时躲避地震的灾害，至门中学有七位转学生来到阿纲等人所就读的并盛中学。七人之一的古里炎真转到阿纲班上，并与其成为好友。其它的转学生也各自与阿纲的守护者们互相有所关联，对此感到怀疑的里包恩对「至门中学」古里炎真等人展开调查，查出他们是个势力弱小的西蒙家族，并且也受邀前来日本参加彭哥列第十代首领的继承仪式。聚集了世界各地黑手党的继承仪式即将到来，就在此时，却发生阿纲遭到反对势力攻击的事件，狱寺将守护者与西蒙家族找来轮流保护阿纲的安全。

### 阿爾柯巴雷諾詛咒篇
- 漫畫：第36卷目標347－第42卷目標406

阿爾柯巴雷諾将阿纲等人在未来战斗的过程传达给十年前参与其中的人，使得六道骸等人以及暗杀部队瓦利亚双方为了争取「十年前的法兰」的归属权形成对立关系。 另一方面，里包恩与其它阿爾柯巴雷諾不约而同地做起有关于过去的恶梦。设计七人受到诅咒的神秘人物再度出现并提议为其解除诅咒，然而却限定唯有最强的阿爾柯巴雷諾才能被解除诅咒。为了避免阿爾柯巴雷諾直接对战破坏奶嘴，他又进一步要求阿爾柯巴雷諾必须各自选择代理人为其战斗。

### 日常篇（終）
- 漫画：目标407－409

阿綱被迫抱著必死決心在京子與小春之中做出未來妻子的抉擇，卻依然不願意繼承彭哥列第十代首領的位置，而使得里包恩離去，之後再次返回並決定以新‧彭哥列一世為目標繼續教導阿綱。

## 用語

### 死氣之火
- 死氣之火是一种以體內生命力作為根源的高密度能量，每個人都會擁有最少一種的屬性。
- 也可用火焰的推進力在空中飛翔或作为机器人的动力源。火焰以炎壓區分強弱，炎壓輸出單位為FV（フィアンマボルテージ，FiammaVoltage）。
- 火焰的屬性主要分為兩大類，天空七屬性与大地七屬性。各自的屬性有其各自的顏色及性質。火焰的純度愈高火焰的特色會越明顯。

#### 七属性
- 天空七属性的火焰有「天空」、「晴」、「雷」、「嵐」、「雨」、「雲」、「霧」7種。在其之中，以「天空」属性最為稀有。
- 大地七属性的火焰有「大地」、「森林」、「山」、「沼澤」、「溪流」、「冰河」、「沙漠」7種。

#### 其它火焰
- 第8属性火炎 夜之炎
  - 不属于天空7属性或大地7属性的火焰，焰色为透明，拥有穿越空间的能力。D·斯佩德可使自己身体结构改变，但有一些限制，例如，必须有另一个人的身体（六道骸）。
  - 百慕达为創始者，当其奶嘴火焰被抽出时，心生复仇之意而诞生的火焰，并将夜之炎输入奶嘴形成透明奶嘴。夜之炎由大量仇恨产生。
  - 使用者：百慕达、复仇者、D·斯佩德

- 第9属性火炎 雪之炎
  - 隸属于天空属性，焰色雪白，拥有凍結的能力。
  - 雪，代表的是梦与纯洁。而在他指尖萦绕的火焰，便是那纯洁的雪之炎。 白色的衣衫紧紧裹着那略显娇弱的身躯，柔美的线条在环绕于丝毫不减的低气压下更衬托出了他冰冷的神情
  - 杰拉落第八个守护者，相传雪是被初代封印的属性，杰拉落是初雪的后裔，开始时冻结了彭格列所有人的指环。
  - 使用者：杰拉落

備註：有官方授權，但僅出現於NDS游戏《雪之守护者来袭》  按出場時間來說，應該排在夜之炎之前成為第8種属性火炎
- 愤怒之炎
  - 死气之火的亚种，火焰型态为光球，破坏力最强。
  - 在天空的死气之火中掺杂些许岚的死气之火，有调和以及分解两种性质。
  - 使用者：XANXUS、彭哥列二世

- 决意之炎
  - 具有沉静感，治疗了六道骸的心。库洛姆觉悟后使出，六道骸未见过的火焰。
  - 在雾的死气之火中掺杂些许雨的死气之火，有构筑以及镇静两种性质。
  - 使用者：庫洛姆·髑髏

- 誓约之炎
  - 因彭哥列和西蒙在与复仇者谈判时的条件而产生。天空之炎和大地之炎的融合，有调和以及重力两种性质。得VR和SR融合在一起後才能產生的特殊火焰。
  - 使用者：泽田纲吉（大地之炎来自古里炎真）

#### 寒气
- 死气的零地点突破
  - 藉由将自身部分火焰消除，进而将纯火焰的攻击加以吸收抵销，转化成自身火炎的招式。
  - 彭哥列一世为创始人，原使用方法为将敌人强制进入死气的負向状态以封印死气之炎（即用寒气冰冻住）。
  - 阿纲的死气的零地点突破为单纯的吸收外来火焰补足自身火焰，改则为其强化版，初代版才是冰冻敌人。
  - 型态不能归类成火炎，而是火炎的相反，也就是寒气[4]，相对而言火炎的炎压为正，寒气即为负。
  - 准备动作时的闪烁状火炎就是炎压值从正到零之间的变化，是为了抓到进入负值的时间点。
  - 死气之炎为生命的能量，如果全身被死气之炎的相反－冷冻之气冰冻的话，生命能量会保留在体内进入假死状态[5]。
  - 使用者：泽田纲吉 、彭哥列九世Timoteo、彭哥列一世Giotto

### 戒指
戒指是黑手党草创时期，为了渡过黑暗时期，而与黑暗势力订下契约后所衍生出来的产物。

#### 7³
- 隱藏著力量的眾多戒指中「彭哥列戒指」、「瑪雷戒指」、「阿爾克巴雷諾奶嘴」合計21樣至寶，被稱為至寶73（トゥリニセッテ，Trinisette），而73的原石正是創造這個世界的基石。
- 管理者為伽卡菲斯，謎一般的身分，面具下的真面目是阿綱在未來篇時曾見過，常與一平叫拉麵外送的川平大叔。
- 據百慕達說：「在戒指製造出來之前，就從某個靈媒的預言裡知道了一件事，那就是彭哥列戒指與瑪雷戒指將會交給黑手黨的首領來保管，分別是彭哥列一世－喬特（Giotto）及優尼的祖先名為塞皮拉的巫女。
- 據川平大叔的說法，最初的73並不是現在的這個樣子，而是七塊不同屬性的原石，而73是維持地球生命平衡的裝置，而負責守護它們的是一個在遠古時期就存在於世界上的一個種族，而川平大叔和優尼的祖先塞皮拉（即其種族的成員）。起初這個種族還有十幾個人，然而這個種族的人漸漸的越來越少，直到只剩下五人的時候，終於再也無法完全發揮73的力量了，因此這個種族為了完全發揮73的力量，於是就將73分割一部分，並將分割出來的那一部分製成奶嘴，並創立了阿爾克巴雷諾制度，然而這個種族的人依舊漸漸的減少，終於只剩下川平大叔和優尼的祖先，可是只有兩個人的話是無法守護73的，因此就再次將73分割，並製成瑪雷戒指和彭哥列戒指，並交給塞皮拉和Giotto保管，在這之後川平大叔就一直監視73，並在當奶嘴需要繼承者之時，以伽卡菲斯的身分出現。

##### 阿爾柯巴雷諾奶嘴
- 其隐含的意义是「彩虹忽隐忽现稍縱則逝」，「虹」沒有固定的居所，並不是線性的存在，而是以点的方式存在於世界之中。
- 由被诅咒的阿爾克巴雷諾所有。与戒指一样有7个属性。精致度S。
- 天空属性的奶嘴原本是由露琪持有，但由于露琪早逝，所以由女儿艾莉雅继承，在吉留涅罗家族与傑索家族对抗时艾莉雅病逝，由年幼的女儿優尼继续继承天空阿爾克巴雷諾的位置。
- 据優尼所说，就算得到七枚奶嘴也不算是73，因为唯有真正能够拥有它们的人才能引发奶嘴的力量，没了灵魂就会失去它们存在的意义。
- 据拉尔·米尔奇所说，历代的的天空阿爾克巴雷諾寿命都很短暫。
- 如果阿爾克巴雷諾在由下一代繼承之前就死亡的話會進入假死狀態，而只要拥有天空阿爾克巴雷諾的力量，就能让呈现假死状态的阿爾克巴雷諾复活，但似乎需要一段极长的时间，因此在未來的優尼才向泽田请求保护自己和同伴的奶嘴。
- 百慕达拥有"夜"属性的透明色奶嘴，但不属于73之一。

##### 彭哥列戒指
- 其隐含的意义是「貝的外貌世代相傳從未改變」，代代相迭的「蛤贝」象征纵向时空轴，也就是从过去到未来的传统继承。
- 于戒指战后由彭哥列第10代首领泽田纲吉及其守护者持有。彭哥列戒指从某时起为了严格继承把戒指分成两半，为了确保可以分割的构造，和同是73的阿爾克巴雷諾奶嘴和玛雷戒指相比抑制炎压的最高输出，当彭哥列初代首领把封印解开后就会变成原型模板（同時失去分割的機能）。是最高等级的戒指。精致度S。
- 天空属性的彭哥列戒指具有「限定继承」的特性，限定唯有真正与彭哥列有血缘关系者才可以继承，如没有血缘将会被戒指所排斥。另外历代首领都曾在被逼入绝境的状态下接受过试炼，并在戒指上刻上光阴。唯有通过试炼才算真正成为彭哥列下一代首领，通过试炼者，就会得到彭哥列传说中的力量。
- 在原版彭哥列戒指遭到西蒙家族破壞的情況之下，塔爾波藉由初代彭哥列的血 - 罰及匣兵器所改造的動物戒指將所有遭到破壞的彭哥列戒指融合升級成為彭哥列齒輪組（外觀為奇異形狀寶石），只有在使用者的火焰注入後，才會顯現其真面目 - 彭哥列齒輪Ver.X（十代家族模式），並以最適合的形式穿戴在首領和守護者們的身上。
- 在進化為彭哥列齒輪後不但獲得了新的形態變化，原來動物戒指擁有的能力也全部繼承（包含變化為初代守護者的能力在內）。

##### 玛雷戒指
- 其隐含的意义是「海廣闊無邊沒有盡頭」，廣闊無邊的「海」象征横向时空轴，也就是橫向擴展開來的平行世界。
- 据优尼所说白兰已是玛雷戒指適任的人選，就跟彭哥列一世一样。
- 米尔菲欧雷家族持有，吉留涅罗家族代代相传的戒指。拥有和彭哥列戒指相同的力量。精致度S。
- 原本由吉留涅罗家族的首领及其6名守护者持有，但是在与杰索家族合并之后被白兰收走，并交给米尔菲欧雷的守护者真六弔花持有。
- 其中的晴之玛雷戒指在雏菊战败后被云雀沒收。雾之玛雷戒指在乌头草被击败时被桔梗和风铃草连同活祭品一同回收；之后除了云之玛雷戒指、雷之玛雷戒指和天空之玛雷戒指以外，所有的玛雷戒指都在最终战役之中随着持有者的死而散落在战场。
- 10年前的瑪雷戒指被10年後的阿爾克巴雷諾以奧義封印住。
- 後來在彩虹之子篇由優尼再度解封並交給白蘭及真·六吊花以及γ使用。

玛雷戒指（伪）
- 白兰为隐藏真六弔花所交给六弔花的假玛雷戒指（入江正一、γ、古罗·基希尼亚、幻骑士、吉尔、愛麗司·赫本(不確定?)），其外型与玛雷戒指一模一样，精致度A，在白兰识破入江正一的卧底身分后被尽数破坏。

#### 地狱戒指
地狱戒指是在发现死气火炎之前，用来藉助和使用者之间的契约，来提升使用者的力量。共有6枚，只有雾属性，稀有度五星。使用地狱戒指的人，战斗力将会大幅提升，但必须以自身的精神当作契约。使用者也有可能从一个温厚的人变成一个凶残的独裁者。目前持有者有10年后的六道骸2枚、幻骑士1枚、瓦利亚的弗兰1枚、复仇者1枚、川平大叔拥有1枚。

#### 動物戒指
因匣兵器屬於未來的科技，在避免造成無法挽回的影響的情況下，眾人無法將所屬的彭哥列匣帶回過去，後在未来的阿爾柯巴雷諾的改造下，以戒指的形式將動物型匣兵器帶回過去使用。

#### 西蒙戒指
西蒙家族所拥有的戒指，其属性為與天空七属性相對應的大地七属性，劇情中因為阿綱等人從十年後返回所引發的地震而再次出土。

#### 瓦利亚戒指
因应代理人战争，玛蒙耗尽财产委托雕金师塔尔波制造的戒指。有接近S级的水准

### 匣兵器
也被翻譯為盒子或匣子。由公元前四世纪前的科学家杰佩特·罗伦翠尼所构想，以动物为型态的动物匣总共343（73）个，杰佩特死后再经由同一秘密结社的三个科学家：伊诺千堤、肯尼希、威尔帝透过戒指的火焰作为动力开发成功。但目前所出现动物匣子不一定都是杰佩特·罗伦翠尼所设计，当时并没有「属性」的概念。
伊诺成堤与威尔帝死于非命后，肯尼希潜伏地下，仍不断的将匣子私下透过武器商人贩卖给黑手党。
同一种属性波动的戒指才能打开匣子。7种属性中，只有天空火焰能打开所有属性的匣子，但是却无法完全地发挥出其它属性的特性，有时也会导致匣子功能无法发挥到最大。
動物匣
能從匣中召喚特定動物進行使役的匣兵器，在十年後世界的戰鬥中被廣泛運用。
一般匣
用來裝載物品或是保存一種現象的匣，在十年後世界的戰鬥中被廣泛運用。
前者通常是武器或是具備特殊機能的道具，後者則偏向戰術用途。
彭哥列匣
彭哥列匣是10年后的阿纲透过入江正一交给阿纲及彭哥列守护者的专属匣子，当七个彭哥列匣打开时，放出的炎压超过一千万FV。彭哥列匣是彭哥列家族独自开发出来的匣，匣动物本身具備變形成武器的機能，而武器本身的設計是參考自初代彭哥列家族成员使用的武器。
与原本匣兵器相同的彭哥列匣的匣兽头上皆有着各种属性的彭哥列标记，而原先没有的匣兵器的匣兽头上一样有标记。
在要离开未来时，威尔帝将七枚彭哥列匣改造为更加精密的戒指型态，带到过去。
修罗匣
修罗开匣是藉由埋藏在身体的匣，就是人类与匣兵器的能力互相结合，把肉体本身变成最强的兵器，但同时也是以生命能量来点燃火焰，虽有超越人类的战斗力，有其风险性。
修罗匣和真六吊花的身体连在一起，位于各人的左胸口，能够将匣动物持有的特殊能力和人类的能力组合后相乘，诞生出超越任何动物的极限能力。
在阿尔柯巴雷诺的诅咒篇中，修罗匣被改良成外覆式，不需要将匣子镶进左胸口也能发挥原来的效果。
D匣
能從匣中召喚特定動物進行使役的強化匣兵器，在十年後世界的戰鬥中被七名審判者廣泛運用。

## 出版書籍
| 卷數 | 日本標題 | 臺灣標題             | 香港標題             | 中国大陆標題         | 集英社         | 集英社                 | 東立出版社     | 東立出版社             | 正文社         | 正文社                 | 柒海图书   | 柒海图书               |
| 卷數 | 日本標題 | 臺灣標題             | 香港標題             | 中国大陆標題         | 發售日期       | ISBN                   | 發售日期       | ISBN                   | 發售日期       | ISBN                   | 發售日期   | ISBN                   |
| ---- | -------- | -------------------- | -------------------- | -------------------- | -------------- | ---------------------- | -------------- | ---------------------- | -------------- | ---------------------- | ---------- | ---------------------- |
| 1    |          |                      |                      |                      | 2004年10月4日  | ISBN 978-4-08-873680-8 | 2005年8月3日   | ISBN 978-986-11-7239-2 | 2006年5月29日  | ISBN 978-988-210-310-8 | 2012年6月  | ISBN 978-7-5342-6869-4 |
| 2    |          |                      |                      |                      | 2004年12月27日 | ISBN 978-4-08-873699-0 | 2005年8月19日  | ISBN 978-986-11-7240-8 | 2006年5月29日  | ISBN 978-988-210-311-5 | 2012年6月  | ISBN 978-7-5342-6868-7 |
| 3    |          |                      |                      |                      | 2005年3月4日   | ISBN 978-4-08-873783-6 | 2005年10月27日 | ISBN 978-986-11-7241-5 | 2006年6月13日  | ISBN 978-988-210-312-2 | 2012年6月  | ISBN 978-7-5342-6867-0 |
| 4    |          |                      |                      |                      | 2005年5月2日   | ISBN 978-4-08-873809-3 | 2005年11月30日 | ISBN 978-986-11-7242-2 | 2006年6月23日  | ISBN 978-988-210-313-9 | 2012年6月  | ISBN 978-7-5342-6866-3 |
| 5    |          |                      | 星之王子來了！       | 星之王子來了！       | 2005年7月4日   | ISBN 978-4-08-873831-4 | 2006年1月23日  | ISBN 978-986-11-7243-9 | 2006年7月11日  | ISBN 978-988-210-314-6 | 2012年6月  | ISBN 978-7-5342-6865-6 |
| 6    |          |                      |                      |                      | 2005年9月2日   | ISBN 978-4-08-873853-6 | 2006年3月23日  | ISBN 978-986-11-7925-4 | 2006年7月24日  | ISBN 978-988-210-315-3 | 2012年6月  | ISBN 978-7-5342-6864-9 |
| 7    |          |                      |                      |                      | 2005年12月2日  | ISBN 978-4-08-873889-5 | 2006年5月18日  | ISBN 978-986-11-7926-1 | 2006年8月18日  | ISBN 978-988-210-316-0 | 2012年6月  | ISBN 978-7-5342-6863-2 |
| 8    |          |                      |                      |                      | 2006年2月3日   | ISBN 978-4-08-874020-1 | 2006年8月15日  | ISBN 978-986-11-7927-8 | 2006年8月21日  | ISBN 978-988-210-317-7 | 2012年12月 | ISBN 978-7-5342-7197-7 |
| 9    |          |                      | 新武器來了！         | 新武器來了！         | 2006年4月4日   | ISBN 978-4-08-874042-3 | 2006年11月16日 | ISBN 978-986-11-7928-5 | 2006年11月2日  | ISBN 978-988-210-384-9 | 2012年12月 | ISBN 978-7-5342-7198-4 |
| 10   |          |                      |                      |                      | 2006年6月2日   | ISBN 978-4-08-874110-9 | 2006年11月30日 | ISBN 978-986-11-8775-4 | 2006年11月21日 | ISBN 978-988-210-385-6 | 2012年12月 | ISBN 978-7-5342-7199-1 |
| 11   |          |                      |                      |                      | 2006年8月4日   | ISBN 978-4-08-874142-0 | 2007年1月4日   | ISBN 978-986-11-8776-1 | 2006年12月22日 | ISBN 978-988-210-386-3 | 2012年12月 | ISBN 978-7-5342-7185-4 |
| 12   |          |                      |                      |                      | 2006年10月4日  | ISBN 978-4-08-874265-6 | 2007年3月13日  | ISBN 978-986-11-8926-0 | 2007年1月15日  | ISBN 978-988-210-427-3 | 2013年4月  | ISBN 978-7-5342-7188-5 |
| 13   |          |                      |                      |                      | 2007年1月4日   | ISBN 978-4-08-874301-1 | 2007年6月11日  | ISBN 978-986-11-8927-7 | 2007年6月4日   | ISBN 978-988-210-468-6 | 2013年4月  | ISBN 978-7-5342-7186-1 |
| 14   |          |                      |                      |                      | 2007年3月2日   | ISBN 978-4-08-874328-8 | 2007年9月19日  | ISBN 978-986-11-9829-3 | 2007年6月20日  | ISBN 978-988-210-469-3 | 2013年4月  | ISBN 978-7-5342-7187-8 |
| 15   |          | 零地點突破來了！     | 零地點突破來了！     | 零地點突破來了！     | 2007年5月2日   | ISBN 978-4-08-874355-4 | 2007年11月20日 | ISBN 978-986-11-9830-9 | 2007年8月8日   | ISBN 978-988-210-526-3 | 2013年4月  | ISBN 978-7-5342-7190-8 |
| 16   |          |                      | 10年後來了！         | 10年後來了！         | 2007年8月3日   | ISBN 978-4-08-874401-8 | 2008年3月7日   | ISBN 978-986-10-0545-4 | 2007年11月10日 | ISBN 978-988-210-550-8 | 2013年12月 | ISBN 978-7-5342-7749-8 |
| 17   |          |                      |                      |                      | 2007年11月2日  | ISBN 978-4-08-874434-6 | 2008年3月20日  | ISBN 978-986-10-1000-7 | 2008年2月27日  | ISBN 978-988-210-586-7 | 2013年12月 | ISBN 978-7-5342-7750-4 |
| 18   |          | Ver.V.R.來了！       | Ver.V.R.來了！       | Ver.V.R.來了！       | 2008年2月4日   | ISBN 978-4-08-874476-6 | 2008年5月21日  | ISBN 978-986-10-1514-9 | 2008年5月16日  | ISBN 978-988-210-626-0 | 2013年12月 | ISBN 978-7-5342-7755-8 |
| 19   |          |                      |                      |                      | 2008年4月4日   | ISBN 978-4-08-874497-1 | 2008年7月24日  | ISBN 978-986-10-1720-4 | 2008年8月1日   | ISBN 978-988-210-678-2 | 2013年12月 | ISBN 978-7-5342-7756-6 |
| 20   |          | X BURNER來了！       | X BURNER來了！       | X BURNER來了！       | 2008年6月4日   | ISBN 978-4-08-874525-1 | 2008年10月17日 | ISBN 978-986-10-2052-5 | 2008年10月14日 | ISBN 978-988-210-682-6 | 2013年12月 | ISBN 978-7-5342-7757-3 |
| 21   |          | SISTEMA C.A.I.來了！ | SISTEMA C.A.I.來了！ | SISTEMA C.A.I.來了！ | 2008年9月4日   | ISBN 978-4-08-874565-7 | 2008年12月26日 | ISBN 978-986-10-2553-7 | 2008年12月23日 | ISBN 978-988-210-695-6 | 2013年12月 | ISBN 978-7-5342-7758-0 |
| 22   |          |                      |                      |                      | 2008年11月4日  | ISBN 978-4-08-874592-3 | 2009年3月11日  | ISBN 978-986-10-2836-1 | 2009年3月6日   | ISBN 978-988-210-719-9 | 2013年12月 | ISBN 978-7-5342-7759-7 |
| 23   |          | 阿綱VS.幻騎士來了！  | 阿綱VS.幻騎士來了！  | 阿綱VS.幻騎士來了！  | 2009年2月4日   | ISBN 978-4-08-874630-2 | 2009年6月8日   | ISBN 978-986-10-3353-2 | 2009年5月29日  | ISBN 978-988-210-755-7 | 2013年12月 | ISBN 978-7-5342-7760-3 |
| 24   |          |                      |                      |                      | 2009年4月3日   | ISBN 978-4-08-874651-7 | 2009年7月31日  | ISBN 978-986-10-3575-8 | 2009年7月31日  | ISBN 978-988-210-787-8 | 2015年2月  | ISBN 978-7-5342-8544-8 |
| 25   |          |                      |                      |                      | 2009年7月3日   | ISBN 978-4-08-874701-9 | 2009年10月28日 | ISBN 978-986-10-4086-8 | 2009年10月20日 | ISBN 978-988-210-813-4 | 2015年2月  | ISBN 978-7-5342-8545-5 |
| 26   |          |                      | 選擇來了！           | 選擇來了！           | 2009年10月2日  | ISBN 978-4-08-874729-3 | 2009年12月30日 | ISBN 978-986-10-4628-0 | 2009年12月29日 | ISBN 978-988-210-846-2 | 2015年2月  | ISBN 978-7-5342-8546-2 |
| 27   |          |                      |                      |                      | 2009年12月4日  | ISBN 978-4-08-874750-7 | 2010年3月10日  | ISBN 978-986-10-4988-5 | 2010年3月4日   | ISBN 978-988-210-891-2 | 2015年2月  | ISBN 978-7-5342-8547-9 |
| 28   |          | 最終決戰來了！       | 最終決戰來了！       | 最終決戰來了！       | 2010年3月4日   | ISBN 978-4-08-870012-0 | 2010年5月3日   | ISBN 978-986-10-5399-8 | 2010年5月4日   | ISBN 978-988-210-928-5 | 2015年2月  | ISBN 978-7-5342-8548-6 |
| 29   |          | 阿綱對白蘭來了！     | 阿綱對白蘭來了！     |                      | 2010年4月30日  | ISBN 978-4-08-870034-2 | 2010年6月23日  | ISBN 978-986-10-5543-5 | 2010年7月10日  | ISBN 978-988-210-985-8 | 2016年8月  | ISBN 978-7-5342-9322-1 |
| 30   |          |                      |                      |                      | 2010年8月4日   | ISBN 978-4-08-870087-8 | 2010年9月21日  | ISBN 978-986-10-6179-5 | 2010年9月29日  | ISBN 978-988-8068-39-5 | 2016年8月  | ISBN 978-7-5342-9323-8 |
| 31   |          | 繼承儀式來了！       | 繼承儀式來了！       | 繼承儀式來了！       | 2010年10月4日  | ISBN 978-4-08-870112-7 | 2010年11月12日 | ISBN 978-986-10-6602-8 | 2010年11月28日 | ISBN 978-988-8068-67-8 | 2016年8月  | ISBN 978-7-5342-9324-5 |
| 32   |          |                      |                      |                      | 2010年12月3日  | ISBN 978-4-08-870146-2 | 2011年1月19日  | ISBN 978-986-10-6889-3 |                | ISBN 978-988-8068-97-5 | 2016年8月  | ISBN 978-7-5342-9325-2 |
| 33   |          | 黑影來了！           | 黑影來了！           | 黑影來了！           | 2011年3月4日   | ISBN 978-4-08-870187-5 | 2011年4月20日  | ISBN 978-986-10-7427-6 | 2011年4月12日  | ISBN 978-988-8069-56-9 | 2016年8月  | ISBN 978-7-5342-9326-9 |
| 34   |          | 覺醒來了！           | 覺醒來了！           | 覺醒來了！           | 2011年5月2日   | ISBN 978-4-08-870220-9 | 2011年6月21日  | ISBN 978-986-10-7861-8 | 2011年6月29日  | ISBN 978-988-8069-87-3 | 2020年11月 | ISBN 978-7-5597-2122-8 |
| 35   |          | 新生D來了！          | 新生D來了！          | 新生D來了！          | 2011年8月4日   | ISBN 978-4-08-870256-8 | 2011年10月7日  | ISBN 978-986-10-8329-2 | 2011年9月15日  | ISBN 978-988-8070-44-2 | 2020年11月 | ISBN 978-7-5597-2126-6 |
| 36   |          |                      |                      |                      | 2011年10月4日  | ISBN 978-4-08-870292-6 | 2011年12月20日 | ISBN 978-986-10-8903-4 | 2011年11月16日 | ISBN 978-988-8070-69-5 | 2020年11月 | ISBN 978-7-5597-2127-3 |
| 37   |          | 彩虹代理戰爭來了！   | 彩虹代理戰爭來了！   | 彩虹代理戰爭來了！   | 2012年1月4日   | ISBN 978-4-08-870314-5 | 2012年3月12日  | ISBN 978-986-10-9340-6 | 2012年3月2日   | ISBN 978-988-8070-00-8 | 2020年11月 | ISBN 978-7-5597-2128-0 |
| 38   |          |                      | 解咒來了！           | 解咒來了！           | 2012年4月4日   | ISBN 978-4-08-870388-6 | 2012年7月10日  | ISBN 978-986-10-9991-0 | 2012年5月18日  | ISBN 978-988-8152-47-6 | 2020年11月 | ISBN 978-7-5597-2129-7 |
| 39   |          |                      |                      |                      | 2012年6月4日   | ISBN 978-4-08-870419-7 | 2012年8月20日  | ISBN 978-986-317-367-0 |                | ISBN 978-988-8152-60-5 | 2020年11月 | ISBN 978-7-5597-2121-1 |
| 40   |          | 彩虹之謎來了！       | 彩虹之謎來了！       | 彩虹之謎來了！       | 2012年9月4日   | ISBN 978-4-08-870479-1 | 2012年10月24日 | ISBN 978-986-317-935-1 | 2012年10月22日 | ISBN 978-988-8153-40-4 | 2020年11月 | ISBN 978-7-5597-2123-5 |
| 41   |          |                      |                      |                      | 2012年12月4日  | ISBN 978-4-08-870517-0 | 2013年2月8日   | ISBN 978-986-324-566-7 | 2013年2月23日  | ISBN 978-988-8153-40-4 | 2020年11月 | ISBN 978-7-5597-2124-2 |
| 42   |          |                      |                      |                      | 2013年3月4日   | ISBN 978-4-08-870552-1 | 2013年4月25日  | ISBN 978-986-332-222-1 | 2013年4月22日  | ISBN 978-988-8153-71-8 | 2020年11月 | ISBN 978-7-5597-2125-9 |

附錄頁
读者的秘密基地
从第2集开始，介绍读者寄来的插图明信片的专栏。由登场人物作评语。其中也有写了问题的明信片。最后一张是带有Jump编辑部地址的图。
黑曜的明信片是「菠萝通讯（旧・黑曜的秘密基地）」。
瓦利亚的明信片是「瓦利亚的秘密基地」。
米尔菲欧雷的明信片是「米尔菲欧雷日记、米尔菲欧雷FAN」。
至门（西蒙）的明信片是「具威胁性的西蒙」。
小春的心跳加速人物专访
从第5集开始，三浦春对里包恩和阿纲等人进行访问，打听生日等数据。插画使用照片模式。
第6回是「阿犬的狂咬乱吠」。
第12回跟第19回是「鲁斯里亚三丁目」。
第14回开始随着公式书的发售，变成回答基本资料以外的问题。
风太的资料研究所
从第14集开始，读者做出的各式各样与登场人物有关的排名。

### 文庫版
（台灣譯為愛藏版）
| 冊數 | 集英社         | 集英社            | 東立出版社     | 東立出版社                           |
| 冊數 | 發售日期       | ISBN              | 發售日期       | ISBN                                 |
| ---- | -------------- | ----------------- | -------------- | ------------------------------------ |
| 1    | 2017年11月17日 | 978-4-08-619705-2 | 2021年6月7日   | ISBN 978-957-26-6818-4（首刷附錄版） |
| 2    | 2017年11月17日 | 978-4-08-619706-9 | 2021年7月12日  | ISBN 978-957-26-6819-1（首刷附錄版） |
| 3    | 2017年12月15日 | 978-4-08-619708-3 | 2021年8月13日  | ISBN 978-957-26-6820-7（首刷附錄版） |
| 4    | 2017年12月15日 | 978-4-08-619041-1 | 2021年9月13日  | ISBN 978-957-26-6821-4（首刷附錄版） |
| 5    | 2018年1月18日  | 978-4-08-619709-0 | 2021年10月14日 | ISBN 978-957-26-6822-1（首刷附錄版） |
| 6    | 2018年1月18日  | 978-4-08-619710-6 | 2021年11月15日 | ISBN 978-957-26-6823-8（首刷附錄版） |
| 7    | 2018年2月16日  | 978-4-08-619711-3 | 2021年12月16日 | ISBN 978-957-26-7157-3（首刷附錄版） |
| 8    | 2018年2月16日  | 978-4-08-619712-0 | 2022年1月17日  | ISBN 978-957-26-7158-0（首刷附錄版） |
| 9    | 2018年3月16日  | 978-4-08-619713-7 | 2022年2月17日  | ISBN 978-957-26-7159-7（首刷附錄版） |
| 10   | 2018年3月16日  | 978-4-08-619714-4 | 2022年3月17日  | ISBN 978-957-26-7160-3（首刷附錄版） |
| 11   | 2018年4月18日  | 978-4-08-619715-1 | 2022年4月18日  | ISBN 978-957-26-7161-0（首刷附錄版） |
| 12   | 2018年4月18日  | 978-4-08-619716-8 | 2022年5月26日  | ISBN 978-957-26-7162-7（首刷附錄版） |
| 13   | 2018年5月18日  | 978-4-08-619717-5 | 2022年6月20日  | ISBN 978-957-26-7163-4（首刷附錄版） |
| 14   | 2018年5月18日  | 978-4-08-619718-2 | 2022年7月21日  | ISBN 978-957-26-7164-1（首刷附錄版） |
| 15   | 2018年6月18日  | 978-4-08-619719-9 | 2022年8月22日  | ISBN 978-957-26-7165-8（首刷附錄版） |
| 16   | 2018年6月18日  | 978-4-08-619720-5 | 2022年9月22日  | ISBN 978-957-26-9467-1（首刷附錄版） |
| 17   | 2018年7月18日  | 978-4-08-619721-2 | 2022年10月27日 | ISBN 978-957-26-9468-8（首刷附錄版） |
| 18   | 2018年7月18日  | 978-4-08-619722-9 | 2022年11月28日 | ISBN 978-957-26-9469-5（首刷附錄版） |
| 19   | 2018年8月17日  | 978-4-08-619723-6 | 2022年12月29日 | ISBN 978-957-26-9470-1（首刷附錄版） |
| 20   | 2018年8月17日  | 978-4-08-619724-3 | 2023年2月2日   | ISBN 978-957-26-9471-8（首刷附錄版） |
| 21   | 2018年9月18日  | 978-4-08-619725-0 | 2023年3月10日  | ISBN 978-957-26-9472-5（首刷附錄版） |

### 相關書籍
導讀手冊
家庭教师HITMAN REBORN!导读手册 Vongola77
收录自瓦利亚篇结束前出场人物数据，以及其间所发生的77起重大事件解析，另外还收录了短篇小说。
| 冊數 | 集英社        | 集英社                 | 東立出版社    | 東立出版社             |
| 冊數 | 發售日期      | ISBN                   | 發售日期      | ISBN                   |
| ---- | ------------- | ---------------------- | ------------- | ---------------------- |
| 全   | 2007年10月4日 | ISBN 978-4-08-874196-3 | 2009年8月14日 | ISBN 978-986-10-3848-3 |

2009年10月30日发行、ISBN 978-4-08-111015-5。未代理。
插畫集
家庭教师HITMAN REBORN!公式视觉书REBORN Colore！
收录多幅单行本封面，周刊连载彩页以及其它杂志封面海报等彩图与等多项设定。
| 冊數 | 集英社       | 集英社                 | 東立出版社    | 東立出版社             | 柒海图书 | 柒海图书               |
| 冊數 | 發售日期     | ISBN                   | 發售日期      | ISBN                   | 發售日期 | ISBN                   |
| ---- | ------------ | ---------------------- | ------------- | ---------------------- | -------- | ---------------------- |
| 全   | 2010年4月2日 | ISBN 978-4-08-874835-1 | 2011年8月10日 | ISBN 978-986-10-7959-2 |          | ISBN 978-7-5729-1803-2 |

## 改編小說

### 隐藏弹
以天野明的漫画《家庭教师HITMAN REBORN!》为原作，子安秀明所著的小说，并由天野明绘制封面及插图，自第三卷起收录《Jump Square》2008年6月号到2009年3月号的连载。
《隐藏弹 1 骸．幻想》
收录人气配角过去的4篇短篇作品。主角仅以名字出现，没有登场。
《隐藏弹 2 X-炎》
收录了人气配角过去发生的4篇短篇作品第2弹。这次的主角是黑曜中学一行人、狱寺隼人、一平和瓦利亚，主角泽田纲吉依旧没有登场。
《隐藏弹 3 米尔菲欧雷家族‧大震撼/密鲁菲奥雷的危机》
收录了人气配角过去与未来篇发生的3篇短篇作品第3弹。这次的主角是彭哥列第十代守护者、巴吉尔、兰奇亚与米尔菲欧雷家族，主角泽田纲吉只有名字出现。
《隐藏弹 4 ６弔花风铃草谢/六吊花的消散》
收录了人气配角过去与未来篇发生的6篇短篇作品第4弹。这次的主角是彭哥列贝尔飞格尔、黑曜中学一行人、狱寺、草壁、法兰与风铃草，主角没有登场。
《隐藏弹 5 西蒙料理秀！》
收录人气配角过去的短篇作品集第5弹。本集主角为了平，狱寺，迪诺以及西蒙家族的炎真等人。
出版書籍
| 冊數 | 集英社        | 集英社                 | 東立出版社     | 東立出版社             | 浙江少年儿童出版社（出版） 翻翻动漫（发行） | 浙江少年儿童出版社（出版） 翻翻动漫（发行） |
| 冊數 | 發售日期      | ISBN                   | 發售日期       | ISBN                   | 發售日期                                    | ISBN                                        |
| ---- | ------------- | ---------------------- | -------------- | ---------------------- | ------------------------------------------- | ------------------------------------------- |
| 1    | 2007年3月12日 | ISBN 978-4-08-703177-5 | 2008年8月13日  | ISBN 978-986-10-2200-0 | 2014年4月1日                                | ISBN 978-7-5342-7807-5                      |
| 2    | 2008年2月4日  | ISBN 978-4-08-703188-1 | 2008年10月9日  | ISBN 978-986-10-2435-6 | 2014年4月1日                                | ISBN 978-7-5342-7811-2                      |
| 3    | 2009年7月3日  | ISBN 978-4-08-703204-8 | 2009年10月8日  | ISBN 978-986-10-4525-2 | 2023年12月                                  | ISBN 978-7-5597-3434-1                      |
| 4    | 2010年4月30日 | ISBN 978-4-08-703222-2 | 2010年7月28日  | ISBN 978-986-10-6004-0 | 2023年12月                                  | ISBN 978-7-5597-3435-8                      |
| 5    | 2011年5月2日  | ISBN 978-4-08-703246-8 | 2011年10月20日 | ISBN 978-986-10-8692-7 | 2023年12月                                  | ISBN 978-7-5597-3436-5                      |

### 其它
《危险的男孩小满》收录于公式书《家庭教师HITMAN REBORN! 导读手册 Vongola77》的短篇。
《并中游戏部』在《V-Jump》连载游戏相关的彩色漫画（2007年1月号—2008年7月号）。
《匣的幕后》在《V-Jump》连载游戏相关的彩色漫画（2008年8月号—）。
《技術的幕后》在《V-Jump》连载游戏相关的彩色漫画（2008年8月号—）。

## 游戏
电子游戏
- （NDS、任天堂、2005年8月8日发售）※阿纲、里包恩登场
- （NDS、任天堂、2006年11月23日发售）※阿纲、里包恩登场
- （NDS、Tomy、2007年3月29日发售）
- （NDS、Tomy、2007年6月28日发售）
- （PS2、MMV、2007年8月30日发售）
- （NDS、Tomy、2007年9月20日发售）
- （PS2、MMV、2007年10月25日发售）[9]
- （Wii、MMV、2008年1月10日发售）
- （NDS、Tomy、2008年3月27日发售）
- （NDS、Tomy、2008年5月1日发售）
- （NDS、Tomy、2008年7月24日发售）
- （PS2、MMV、2008年8月28日发售）[9]
- （PSP、MMV、2008年9月18日发售）
- （PS2 & Wii、MMV、2008年11月20日发售）
- （NDS、Tomy、2008年12月4日发售）
- （NDS、Tomy、2009年4月16日发售）
- （NDS、Tomy、2009年7月23日发售）
- （PSP、MMV、2009年9月17日发售）
- （NDS、Tomy、2009年12月17日发售）
- （PSP、MMV、2010年2月25日发售）
- （NDS、Tomy、2010年4月29日发售预定）
- （NDS、Tomy、2010年7月22日发售）

手机游戏
- （Tomy）
- 《家庭教師HITMAN REBORN! 》動作手遊（製作、發行廠商：CMGE；代理廠商：有樂遊戲；主機平台：iOS）

交换卡片游戏
交换卡片街机
- （ATLUS）

## 代理商争议
- 由于日版单行本有裡封的设计，而东立代理的中文版却没有，让许多漫迷感到失望。其原因可能是成本考虑，不过确切的原因不明[10]。
- 东立代理的中文版中的翻译，有时会有明显的错误翻译；除此之外，针对日文汉字部分的翻译也引起不小的争议[11]。